# Изваричко врело
Изваричко врело извире из једне мање вртаче на надморској висини од 275м.н.в. Има облик мањег језера пречника 10m, налази се неких 500m од насеља Изварица у његовом југоисточном делу.
Врело је веома постојано и никад није пресушило. Вода овог врела је бистра, а мути се једино после великих киша или после наглог отапања снега. Стручњаци из биологије тврде да је флора у Изваричком врелу јединствена и ретка.